# Hoàng Tín
Hoàng Tín hay Huỳnh Tín (黄信), bính âm Huang Xin là một nhân vật hư cấu trong tiểu thuyết cổ điển Trung Hoa Thủy Hử của tác giả Thi Nại Am. Hoàng Tín xếp thứ 38 trong số 108 anh hùng Lương Sơn và xếp thứ 2 trong 72 sao Địa Sát, sao chiếu mệnh là Địa Sát Tinh.
Hoàng Tín xuất thân là đô giám Thanh Châu (Sơn Đông ngày nay). Là người có võ công cao cường, Hoàng Tín đã có lần tự nhận mình có sức bắt hết giặc cướp của 3 ngọn núi Thanh Phong, Nhị Long và Đào Hoa, do đó được gọi là Trấn Tam Sơn. Hoàng Tín là cấp dưới của Tần Minh và là bạn của Hoa Vinh.

## Gia nhập Lương Sơn
Tống Giang bị quan ở trại Thanh Phong là Lưu Cao bắt giam. Tri trại Thanh Phong là Hoa Vinh hay tin đã phản lại Lưu Cao đến cứu Tống Giang. Quan huyện Thanh Châu là Mộ Dung Ngạn Đạt cử Hoàng Tín đến bắt Tống Giang và Hoa Vinh. Hoàng Tín bày kế giả mời Hoa Vinh đến dự tiệc rồi bắt giam Hoa Vinh.
Hoàng Tín trở về Thanh Châu với hai tù binh, tuy nhiên trên đường đi xe tù bị Yến Thuận, Vương Anh và Trịnh Thiên Thọ cướp, Hoàng Tín buộc phải rút về trại Thanh Phong. Mộ Dung Ngạn Đạt cử tiếp Tần Minh đến nhưng Tần Minh mắc bẫy và bị bắt. Tống Giang thuyết phục Tần Minh gia nhập Lương Sơn. Tần Minh ưng thuận và quay về mời Hoàng Tín gia nhập Lương Sơn cùng mình. Hoàng Tín đồng ý, mở cổng thành để quân Lương Sơn đánh Thanh Phong trại, giết chết Lưu Cao và cùng nhau lên Lương Sơn.

## Sau khi gia nhập Lương Sơn
Gia nhập Lương Sơn, Hoàng Tín đảm nhiệm chức mã quân tiểu bưu tướng kiêm việc thám tiễu thông tin, ông và Tôn Lập thường làm phó tướng cho Lâm Xung. Hoàng Tín cùng nghĩa quân Lương Sơn tham gia những chiến dịch đánh Liêu, Điền Hổ, Vương Khánh cũng như Phương Lạp. Là một trong số ít anh hùng sống sót sau chiến dịch Phương Lạp, Hoàng Tín trở về kinh đô và được phục chức quan ở Thanh Châu.